# Naval Support Facility Anacostia
Pour les articles homonymes, voir Anacostia.
La Naval Support Facility Anacostia (NSF Anacostia) est une base de soutien logistique de l'United States Navy située à Anacostia à Washington en service de 1918 à 2010. Avec la Bolling Air Force Base (BAFB), elle forme depuis cette date la Joint Base Anacostia-Bolling (JBAB).
Les hélicoptères Marine One et le reste du Executive Flight Detachment du HMX-1 sont largement utilisés à partir d’un centre d’alerte sur cette base proche de la Maison-Blanche.

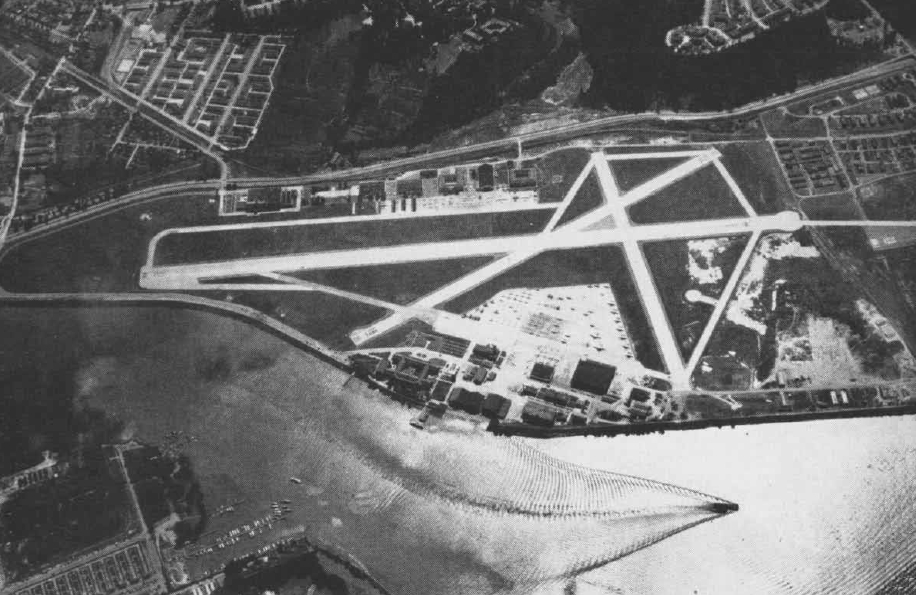
Vue aérienne de la NSF Anacostia dans les années 1940.